# Janvier 1941
Cette page présente les faits marquants du mois de janvier 1941.
Les événements concernant la Seconde Guerre mondiale sont détaillés dans l'article Janvier 1941 (Seconde Guerre mondiale).

## Événements
- Les effectifs de l’armée canadienne comptent 125 000 hommes, dont 50 000 Québécois.
- Publication du premier numéro des journaux de la résistance française Valmy et Libération.
- Entrée des Alliés en Éthiopie.
- Guerre franco-thaïlandaise. Les troupes thaïlandaises entrent au Cambodge.
- Premier vol de l'hydravion japonais Kawanishi H8K.

- 2 janvier : 
  - La 12e armée allemande commence à se concentrer en Roumanie.
  - Apparition du meilleur ami de Tintin, le capitaine Haddock, dans un épisode du Crabe aux pinces d'or.

- 3 janvier :
  - réouverture de l’université de Paris fermée à la suite des troubles du 11 novembre 1940;
  - arrivée à Vichy de l’ambassadeur des États-Unis en France, l’amiral Leahy.

- 5 janvier : arrivée à Vichy de l'ambassadeur des États-Unis en France, l’amiral Leahy.

- 9 janvier :
  - Hitler décide d’envoyer un corps blindé en Libye (Afrika Korps).
  - Premier vol du Avro Lancaster, Avion Britannique.
  - Premier vol de l'Avro Manchester III prototype du bombardier lourd britannique Avro Lancaster.

- 10 janvier : combat naval britanno-italien dans le détroit de Sicile.

- 17 janvier : la division française d’Extrême-Orient coule une bonne part de la flotte thaïlandaise au large de l'île de Koh Chang.

- 21 janvier :
  - Prise de Tobrouk par les troupes britanniques et australiennes.
  - Royaume de Roumanie : pour protester contre le ministre de l’intérieur roumain, jugé trop faible, les légionnaires occupent les casernes et les postes de police de Bucarest. Ils torturent et massacrent plus de 350 personnalités, dont de nombreux Juifs.

- 22 janvier :
  - Démantèlement du groupe du musée de l'Homme. Henri Frenay renforce le Mouvement de libération nationale (MLN).
  - Le Conducator Ion Antonescu donne l’ordre à l’armée d’entrer en action avec l’aide de la Wehrmacht. Les légionnaires sont massacrés. Horia Sima et quelques survivants se réfugient en Allemagne. Le 23 janvier, l'insurrection est réprimée.

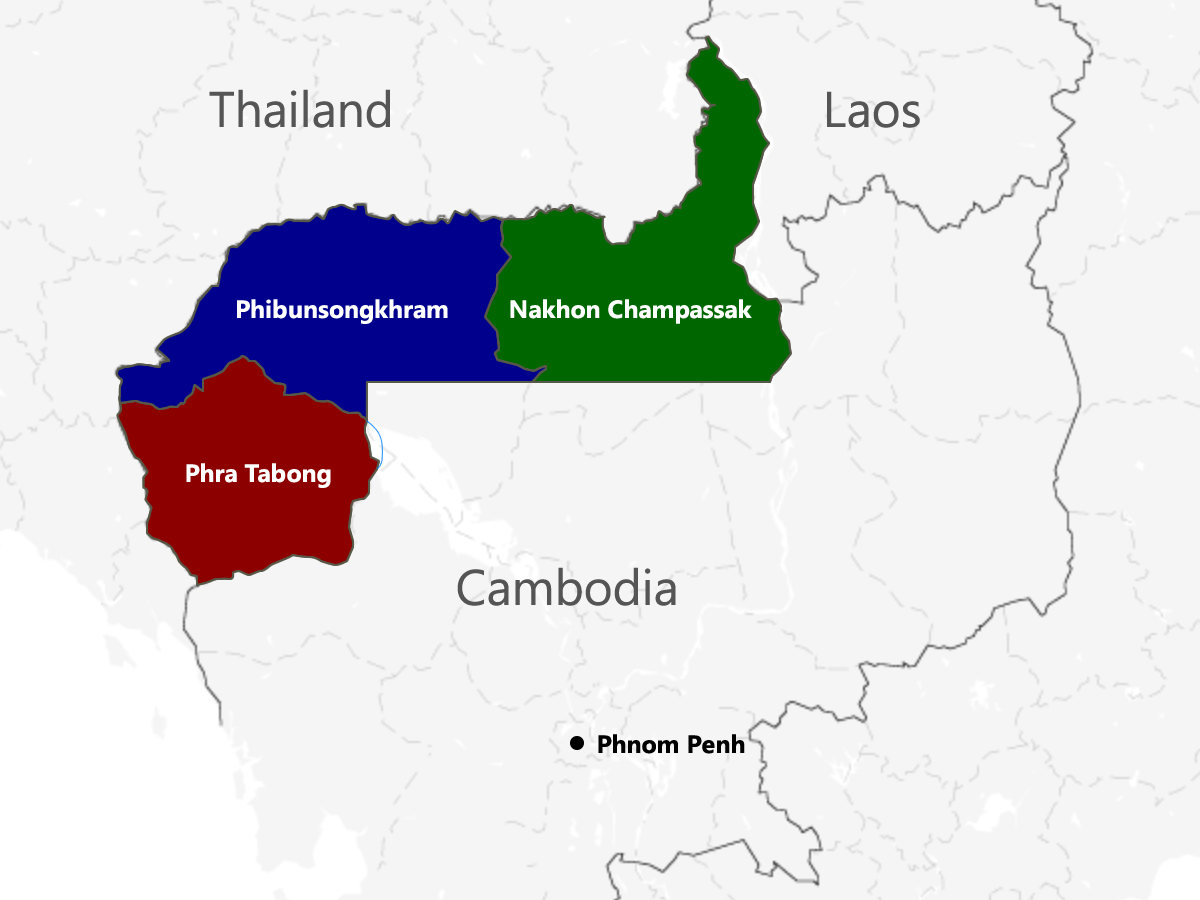
Les territoires annexés dans les années 1940 par la Thaïlande : en rouge la province thaïlandaise de Phra Tabong dont fait partie Battambang.

- 29 janvier : inauguration de l’usine « Bombardier » à Valcourt au Canada.

- 31 janvier : le différend entre l'État français et la Thaïlande est résolu avec la médiation du Japon.

## Naissances
- 3 janvier : Van Dyke Parks, musicien américain.
- 4 janvier : Étienne Delessert, écrivain, illustrateur, auteur pour la jeunesse et artiste peintre helvétique († 21 avril 2024).
- 5 janvier : Hayao Miyazaki, réalisateur japonais de dessins animés.
- 6 janvier : Philippe Busquin, homme politique belge.
- 7 janvier :
  - Frederick D. Gregory, astronaute américain.
  - John E. Walker, chimiste britannique, prix Nobel de chimie en 1997.
- 8 janvier :
  - Boris Vallejo, illustrateur péruvien.
  - Graham Chapman, acteur britannique, ancien membre des Monty Python († 4 octobre 1989).
- 9 janvier : Joan Baez, chanteuse américaine.
- 13 janvier : Walid al-Mouallem, homme politique syrien († 16 novembre 2020).
- 14 janvier : Faye Dunaway, actrice américaine.
- 15 janvier : 
  - Captain Beefheart, musicien américain.
  - Hyun Ki-young, écrivain sud-coréen.
- 16 janvier : Marcel Agboton, prélat catholique béninois († 14 septembre 2023).
- 18 janvier :
  - David Ruffin, chanteur († 1er juin 1991).
  - Michael Bliss, historien.
  - Denise Bombardier, Polémiste, chroniqueuse et romancière canadienne († 4 juillet 2023).
- 21 janvier : Plácido Domingo, ténor espagnol.
- 22 janvier : Jaan Kaplinski, Poète et ecrivain estonien († 8 août 2021).
- 26 janvier : Willy Bocklant, coureur cycliste belge († 6 juin 1985).
- 27 janvier : Bobby Hutcherson, vibraphoniste de jazz américain († 15 août 2016).
- 30 janvier : Dick Cheney, homme d'affaires et homme politique américain.
- 31 janvier : 
  - Dick Gephardt, politicien américain.
  - Jessica Walter, actrice américaine († 24 mars 2021).

## Décès
- 3 janvier : Eugène Boch, peintre belge (° 1er septembre 1855).
- 4 janvier : Henri Bergson, philosophe français (° 18 octobre 1859).
- 5 janvier : Amy Johnson, aviatrice britannique.
- 6 janvier : Efisio Giglio-Tos, photographe et universitaire italien, fondateur de la Corda Fratres (° 2 janvier 1870).
- 8 janvier : Lord Baden-Powell, fondateur du scoutisme.
- 13 janvier : James Joyce, écrivain irlandais.
- 15 janvier : Léona Delcourt, française connue sous le nom de Nadja (° 23 mai 1902).
- 24 janvier : Laura Martínez de Carvajal, première femme médecin et première ophtalmologiste cubaine (° 27 août 1869).
- 29 janvier : Ioánnis Metaxás, homme politique grec, à Athènes.